# Monte Compatri
Monte Compatri o Montecompatri es una localidad y comune italiana de la provincia de Roma, región de Lacio, con 10.027 habitantes.

## Evolución demográfica
| Gráfica de evolución demográfica de Monte Compatri entre 1861 y 2001 |
|                                                                      |
| Fuente ISTAT - elaboración gráfica de Wikipedia                      |

## Ciudades hermanadas
- Calahorra,  España